# UNO-Hauptabteilung für Globale Kommunikation
Die UNO-Hauptabteilung für Globale Kommunikation (UNDGC, engl. United Nations Department of Global Communications), früher Hauptabteilung Presse und Information (UNDPI), ist ein weltumspannendes Netzwerk aus Informationszentren der Vereinten Nationen. 
Ziel ist es, die Aktivitäten und Anliegen der Organisation der Öffentlichkeit zu vermitteln und damit Hilfestellung zu leisten, um die wesentlichen Aufgaben der Vereinten Nationen zu erfüllen. Die UNDGC ist dem UN-Sekretariat zugeordnet.

## Art for the World
Art for the World wurde 1996 gegründet und ist ein Teil der Hauptabteilung Globale Kommunikation. Die Aufgabe der Organisation ist es „mit den Mitteln der Kunst, des Kinos und der zeitgenössischen Kultur Themen von globaler und aktueller Relevanz aufzugreifen.“ Dies wird u. a. durch Ausstellungen und Events realisiert.